# منطقة أسد أباد
منطقة أسد أباد هي منطقة في مقاطعة ولاية كونار في أفغانستان . يصل عدد السكان الذين یعيشون في هذه المنطقة إلى 29,177 نسمة. أسد أباد هي مركز ولاية كونار.
تبلغ مساحة أسد أباد 480 كيلومترًا مربعًا، وفيها 52 قرية كبيرة وصغيرة، وتعيش فيها 133445 نسمة، ولها الكثير من القيمة التاريخية. هذه المدينة جميلة جداً من الناحية الطبيعية. من ابرز الشخصیات الأسد أباد هو جمال الدین الافغاني.